# Place Henri-Mondor
La place Henri-Mondor est une place parisienne délimitée par le boulevard Saint-Germain et fréquemment confondue avec ce dernier ainsi qu'avec le carrefour de l'Odéon qui lui est proche mais distinct.

## Situation et accès
La place Henri-Mondor est desservie à proximité par les lignes 4 et 10 à la station Odéon.

## Origine du nom
Cette place porte d'abord le nom de place Broca, du nom du médecin français Paul Broca (1824-1880), en raison de sa proximité avec la faculté de médecine de Paris. Elle est plus tard renommée d'après le chirurgien et écrivain français Henri Mondor (1885-1962). N'ayant aucune habitation sur son espace cadastral, la place ne possède pas de numérotation officielle.

## Historique
Cette partie centrale (le terre-plein correspondant à la station de métro) du boulevard Saint-Germain est renommée en 1968.

## Bâtiments remarquables et lieux de mémoire
- Sur cette place se dresse le Monument à Danton — œuvre du sculpteur Auguste Paris commandée par la Ville de Paris, fondue par Victor Thiébaut et érigée en 1889, à l'occasion du centenaire de la Révolution française —, près de l'emplacement où se trouvait autrefois la maison du célèbre révolutionnaire, détruite lors des travaux haussmanniens. Son domicile était situé en face du no 95 boulevard Saint-Germain, au-dessus de l’arche marquant l’accès à la cour du Commerce-Saint-André, alors dans la rue de l'École-de-Médecine[3].
- En 1887 y avait été érigée une statue de Paul Broca, œuvre du sculpteur Choppin, finalement déplacée dans la cour de l'École d'anthropologie à l'arrivée de la statue de Danton. Elle est fondue en 1941[1].
- L'accès à la station de métro Odéon.

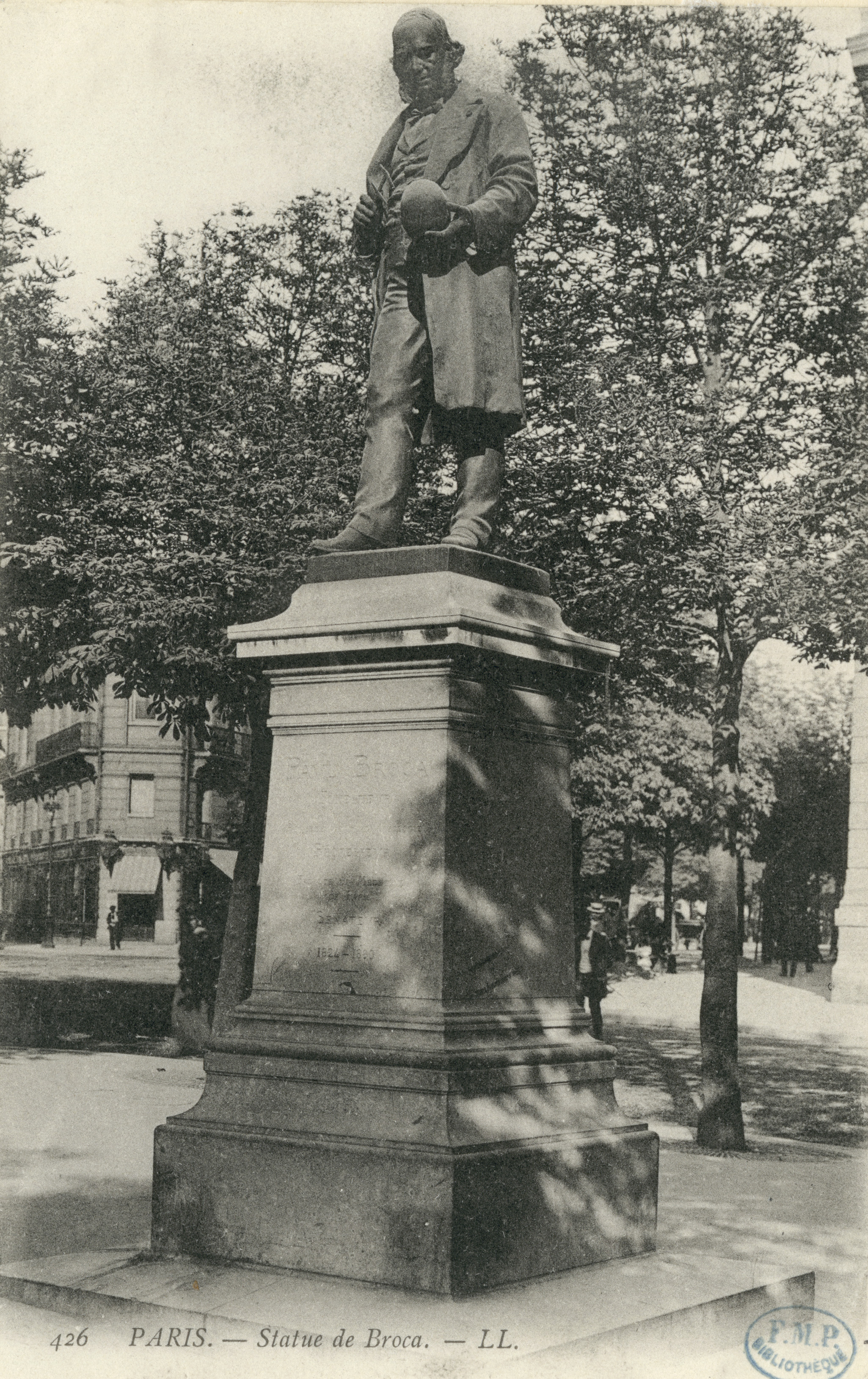
Statue de Paul Broca sur une photo ancienne.
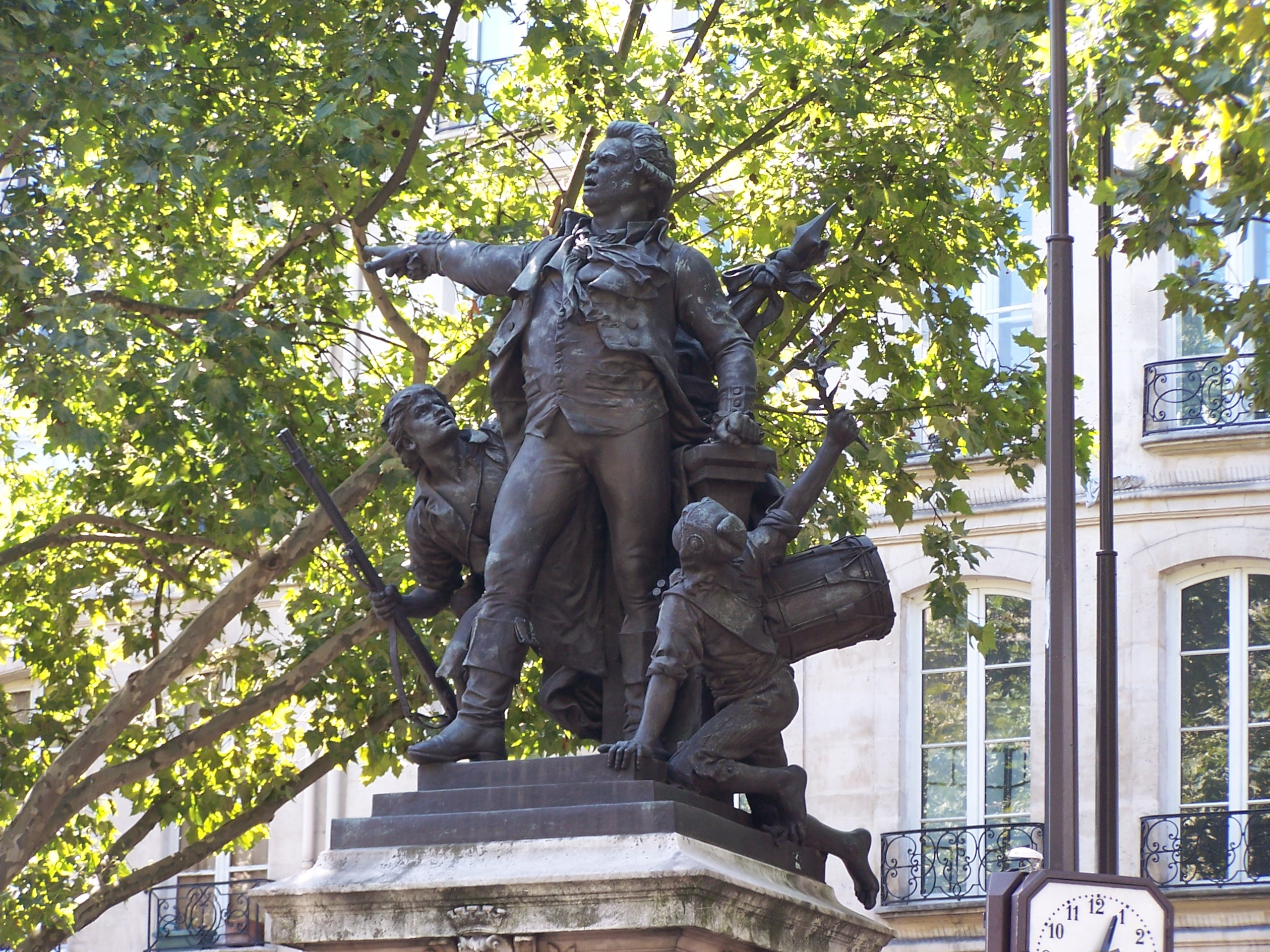
Le Monument à Danton par Auguste Paris.